# Dimitri Vangelis & Wyman
Dimitri Vangelis & Wyman est un duo de disc jockeys et producteurs suédois, formé par Dimitri Vangelis et Andreas Christoffer Wiman[réf. souhaitée].
Le duo se forme en 2010 à Stockholm, où il réside actuellement. Ils étaient connus avec leur single "Payback" avec Steve Angello, pour Size Records et Columbia (Sony) dans 2014, puis ils ont sorti des singles comme ID2, Empire, Legacy, entre autres.
Il entrent en 2020 dans le classement des DJ les plus populaires de DJ Mag.

## Buce Records
Buce Records était son propre label de disque du duo suédois, créé en 2015 avec son premier single du label appelé "Running" avec Tom Cane.

## Discographie[3]

### Singles
- 2011 : Ignited (Nero Recordings)
- 2012 : Roll The Dice (Columbia (Sony))
- 2012 : Russia (Columbia (Sony))
- 2013 : Pieces Of Light feat. Jonny Rose (Columbia (Sony))
- 2013 : Silver Sun feat. Anna Yvette (Armada, Columbia (Sony))
- 2014 : ID2 (Size Records)
- 2014 : Rebel (avec AN21) (Size Records)
- 2014 : Payback (avec Steve Angello) (Size Records, Columbia (Sony)) (Battlefield 4)
- 2015 : Survivor (Columbia (Sony))
- 2015 : Zonk (Size Records)
- 2015 : Live Love Die (Columbia (Sony))
- 2015 : Metamorphic (avec Gazlind) (Size Records)
- 2015 : Running (Buce Records)
- 2016 : Empire (avec Tom Staar) (Buce Records)
- 2016 : Reflection (Buce Records)
- 2016 : Daylight (avec Yves V) Spinnin' Records
- 2016 : Horns (Buce Records)
- 2017 : Gizzly (avec Futuristic Polar Bears) (Buce Records)
- 2017 : Legacy (Buce Records)
- 2017 : Shine (Buce Records)
- 2018 : Vamos (avec Brian Cross & Abel The Kid) (Buce Records)
- 2018 : Phantom (Buce Records)
- 2018 : Born At Night (Buce Records)
- 2018 : Acid Drop (avec Futuristic Polar Bears) (Buce Records)
- 2019 : Pyramids (avec Paul Green)
- 2019 : Penny (Buce Records)
- 2019 : Changes (avec Mike Perry & Ten Times feat. The Companions) (Columbia (Sony), DF Records)
- 2019 : The King (avec Dzeko) (Buce Records, Musical Freedom)
- 2020 : ID8 (Sem Vox) (Buce Records)
- 2020 : Pacifier (Buce Records)
- 2020 : Coming Home (avec Mike Perry) (Buce Records)
- 2020 : Pew Pew (avec Teamworx) (Buce Records)
- 2021 : We Are Here Now (avec Mike Perry) (Buce Records)
- 2021 : My Feelings (avec Serhat Durmus)
- 2021 : Safe (Buce Records)
- 2021 : Urus (avec Paul Green) (Buce Records)
- 2021 : Blizzard (avec Envyro) (Buce Records)
- 2022 : Lighters (avec Mike Perry) (Buce Records)
- 2022 :  Confessions (avec Rudeboy Soundsystem) (Buce Records)
- 2022 : Freedom (avec Envyro) (Buce Records)
- 2022 : Jungle (Buce Records)
- 2022 : Someone To Love ( Buce Records)
- 2023 : Pablo (Buce Records)
- 2023 : Trips (Buce Records)
- 2023 : IDX (avec Envyro) (Buce Records)
- 2023 : Dreamers (avec Mike Perry et Barefoot)(DF Records)
- 2023 : Lolla (avec Envyro) (Buce Records)
- 2023 : Tequilla (avec Sidmer) (Buce Records)

REMIXES :

### Remixes
- 2011 : Therese - Remedy (Dimitri Vangelis & Wyman Remix) [Pope Records]
- 2011 : Audible, Mikael Weermets - Free feat. Max C (Dimitri Vangelis & Wyman Remix) [Kingdom]
- 2011 : DJ DLG - Visions Of Love (Dimitri Vangelis & Wyman Mix) [Lazor Music]
- 2011 : Lo-Fi-Fnk - Boom (Dimitri Vangelis & Wyman Remix) [Auryn Music]
- 2011 : Dinka - Reach For Me feat. Hadley, Danny Inzerillo (Dimitri Vangelis & Wyman Remix) [PinkStar Records]
- 2012 : EDX - 9 to Believe In feat. Cookie (Dimitri Vangelis & Wyman Remix) [Serial Records]
- 2012 : EDX - This Is Your Life feat. Nadia Ali (Dimitri Vangelis & Wyman Remix) [Serial 1YRecords]
- 2012 : Miike Snow - Bavarian #1 (Dimitri Vangelis and Wyman remix) [Robotberget]
- 2013 : Tiesto, Max Vangeli, AN21, Lover Lover - People Of The Night (Dimitri Vangelis & Wyman Remix) Size Records
- 2014 : Tom Odell - Another Love (Dimitri Vangelis & Wyman Remix)  Columbia (Sony)
- 2015 : Seinabo Sey - Younger (Dimitri Vangelis & Wyman Remix)
- 2016 : Seeb feat. Neev - Breathe (Dimitri Vangelis & Wyman Remix)
- 2017 : Jenia X Mr. Styles - Stories (Dimitri Vangelis & Wyman Mix) Buce Records